# Ray Farquharson
Ray Fletcher Farquharson (4 de agosto de 1897-1 de junio de 1965) fue un médico, profesor universitario e investigador médico canadiense. Nacido en Caledon, Ontario, asistió y enseñó en la Universidad de Toronto durante la mayor parte de su vida y fue preparado y empleado en el Hospital General de Toronto. Junto con el coinvestigador Arthur Squires describieron el fenómeno Farquharson, un importante principio de la endocrinología, que dice que la administración de hormonas externas suprime la producción natural de esa hormona.
Sirvió en la Primera y Segunda Guerra Mundial, donde ganó el reconocimiento como Miembro de la Orden del Imperio Británico debido a su trabajo médico durante la última guerra. Presidió el Comité de Penicilina de Canadá y trabajó como consultor médico de la Real Fuerza Aérea Canadiense. Recibió la Medalla de la Coronación de la Reina en 1953 por su trabajo para la Junta de Revisión de Defensa. También fue miembro fundador del Colegio Real de Médicos y Cirujanos de Canadá.
Farquharson estuvo muy involucrado en la investigación y educación médica canadiense. Como miembro del Consejo Nacional de Investigación de Canadá, su «Informe Farquharson» lo condujo al Consejo de Investigación Médica de Canadá, donde ejerció como primer presidente. Recibió numerosos títulos honoríficos de universidades canadienses y sirvió en la primera Junta de Gobernadores de la Universidad de York. Murió en 1965 acompañado por su esposa y sus dos hijas. Farquharson fue incluido póstumo en el Salón de la Fama Médica Canadiense en 1998.

## Infancia y educación
Farquharson nació en Caledon, Ontario (un pequeño pueblo al noroeste de Toronto) el 4 de agosto de 1897, hijo del reverendo William Farquharson, un ministro presbiteriano, y Annie McDonald Coutts. Su hermano Charles también se recibió de médico, mientras que su otro hermano, Robert, se convirtió en el editor gerente de The Globe and Mail y luego fue asesor en la Embajada de Canadá en los Estados Unidos. «Farquy», como era apodado por sus amigos, recibió su educación inicial en Durham y se graduó en el Harbord Collegiate Institute en Toronto. Asistió brevemente a la facultad de medicina de la Universidad de Toronto antes de que el ejército canadiense lo reclutara el 15 de mayo de 1918. Allí sirvió en la artillería de campaña canadiense. No peleó en el extranjero y el ejército lo retiró para completar su educación, que consiguió en 1922. Además realizó un estudio de postgrado en diversos campos desde 1922 hasta 1927 mientras se desempeñaba como interno y residente en el Hospital General de Toronto.
Farquharson recibió becas de investigación en el Hospital General de Massachusetts, donde trabajó con Joseph Charles Aub y William Salter, y en la Universidad de Harvard antes de ejercer como profesor asistente en la Universidad de Toronto. Publicó artículos sobre la excreción de calcio en respuesta al exceso de ácido en el cuerpo y sobre la «terapia hepática»" (el consumo de hígado) como tratamiento para la degeneración de la médula espinal. En 1931 se casó con Christina Jane Fraser, con quien tuvo dos hijas: Helen, que se recibió como hematóloga, y Catherine Jane.

## Carrera
Además de enseñar en la Universidad de Toronto, Farquharson estableció una práctica privada como médico especialista ocupándose de tratar a otros médico, con lo que ganó una reputación de «médico de médicos». En 1934 comenzó a ejercer como jefe del departamento de terapéutica en Toronto. Continuó publicando hallazgos de investigación sobre diversos temas, incluida la anorexia nerviosa. También fue miembro fundador del Royal College of Physicians and Surgeons of Canada, que supervisó toda la educación médica de postgrado canadiense; sirvió en su consejo desde 1939 hasta 1943 y fue presidente del mismo desde 1945 hasta 1947. Antes de alistarse en la Segunda Guerra Mundial, dio su testimonio como testigo médico experto en cortes marciales.
El 25 de agosto de 1943, Farquharson se alistó en la Real Fuerza Aérea Canadiense (RCAF) y fue asignado al Comando Aéreo n.º 1, con base en Trenton, Ontario. Fue enviado al Reino Unido en 1944 y brevemente regresó al Comando Aéreo n.º 1 antes de ser liberado del servicio el 22 de noviembre de 1945 con el rango de comandante de ala. Durante la guerra presidió el Comité de Penicilina de Canadá, que reglamentó la distribución de la penicilina (un antibiótico que reemplazó en gran medida a la sulfamida utilizada anteriormente en la guerra) a las fuerzas armadas, y asesoró al director de servicios médicos del RCAF. Otras ramas de las fuerzas armadas canadienses y varios grupos médicos aliados lo consultaron en cuestiones médicas. Supervisó experimentos médicos con terapia de penicilina realizados en hospitales de Ontario en 1943-44 y fue designado temporalmente como Director de Medicina en el Hospital Christie St. Veteran en Toronto. Después del día de la Victoria en Europa viajó a Bélgica para supervisar la administración de la terapia con penicilina y más tarde se involucró en el cuidado y tratamiento de los veteranos de guerra. Por su servicio en la guerra, Farquharson ganó el reconocimiento como miembro de la Orden del Imperio Británico en enero de 1946. Su hermano Charles también sirvió en ambas guerras mundiales.
Farquharson ejerció como director de medicina de los hospitales de veteranos de Toronto de 1945 a 1947, y al mismo tiempo se desempeñó como presidente del Royal College of Physicians and Surgeons of Canada. En 1947 fue nombrado Sir John and Lady Eaton Professor of Medicine chair en la Universidad de Toronto. Desde 1947 hasta su retiro en 1960, ejerció como médico jefe del Hospital General de Toronto. Sus pacientes más conocidos incluyeron al político canadiense George A. Drew, a quien recomendó renunciar como jefe del Partido Conservador Progresista de Canadá y como líder de la oposición después de un ataque casi mortal de meningitis; Drew lo hizo, y John George Diefenbaker lo sucedió como líder del partido, quien más tarde se convirtió en primer ministro de Canadá. Farquharson estableció programas de enseñanza clínica en el Women's College Hospital y el Sunnybrook Hospital, y amplió los ya existentes en St. Michael's y Toronto Western. También designó a los primeros investigadores clínicos a tiempo completo para la facultad de medicina de Toronto y aumentó el número total de docentes de 40 a más de 100. Se convirtió en miembro del American College of Physicians en 1947 y del Royal College of Physicians en 1950. Fue nombrado miembro del Comité de Revisión de Guerra Bacteriológica, establecido en 1950 por el Consejo de Investigación de Defensa (del cual fue miembro desde 1949 hasta 1952) y presidido por Charles Best. Por su servicio a la nación, fue galardonado con la Medalla de Coronación de la Reina en 1953.
A través de su investigación en endocrinología con su colega Arthur Squires, Farquharson descubrió lo que se conoce como el «Fenómeno Farquharson»: que la introducción de dosis de hormonas exógenas continuas suprime la producción natural de esa hormona en el paciente y causa atrofia temporal en el órgano productor. Este fenómeno se convirtió en uno de los principios básicos de la endocrinología y un factor clave en la etiología de las anomalías hormonales. Farquharson también hizo contribuciones significativas relacionadas con la anemia y el metabolismo secundario. Fue el primer médico canadiense en publicar el síndrome de Sheehan y el primer norteamericano en informar sobre la enfermedad de Simmond. Como educador e investigador, fue uno de los primeros promotores de pruebas de laboratorio en la evaluación de enfermedades; era conocido por defender tanto esto como la existencia de posibles problemas psicológicos en los pacientes.
Farquharson integró el Consejo Nacional de Investigación de Canadá en 1951 y en 1957 ejerció como director de la División de Investigación Médica. En 1958, presidió un comité del Consejo Privado encargado de producir un informe sobre el estado de la investigación médica en Canadá; este cargo fue en respuesta a un informe de 1957 de la Asociación de Colegios Médicos de Canadá al Primer Ministro, que sugería que la investigación médica en Canadá carecía de fondos. En 1959, mientras investigaba su informe, visitó la Unión Soviética como parte de un contingente que representaba al Consejo de Investigación; comentó sobre el aparente énfasis del país en la investigación científica e invitó a científicos soviéticos a visitar Canadá. Farquharson llegó a la conclusión de que el apoyo gubernamental existente para la investigación en Canadá no abordaba específicamente a la investigación médica como una disciplina independiente y era financieramente insuficiente. Su «Informe Farquharson» condujo a la formación del Consejo de Investigación Médica de Canadá en 1960, que presidió hasta su muerte. Como presidente, Farquharson abogó por la educación médica progresiva impartida por médicos en ejercicio y por la educación continua a través de la investigación para médicos. También logró aumentar el presupuesto de la organización para premios y subvenciones de C$ 4 millones en 1963 a $ 9 millones en 1965.
Farquharson ejerció como regente del Colegio Americano de Médicos en 1958 después de haber pasado tres años como representante de la organización en Ontario. Se unió a la primera Junta de Gobernadores de la Universidad de York en 1959 e integró del Senado de la Universidad de Toronto en el mismo año. Formó parte de la Royal Society of Canada en 1960. También fue miembro de una serie de organizaciones médicas tanto en Canadá como en EE. UU., y presidente o miembro de la junta de unos 20 grupos de investigación médica.

## Retiro y legado
En 1960, después de haber alcanzado la edad de jubilación obligatoria de la Universidad de Toronto, Farquharson dejó la universidad y el hospital. En reconocimiento de su trabajo para el Hospital General de Toronto, la Unidad de Investigación Clínica de doce camas recibió su nombre en 1961, y la Fundación Farquharson se estableció para apoyar la investigación llevada a cabo por los hospitales de enseñanza de la universidad. También, en 1961, Farquharson visitó India, y luego comentó sobre el respeto de la sociedad hacia los médicos allí. Además continuó abogando por el apoyo a las universidades.
Farquharson ganó el Premio al Mérito de la National Heart Foundation en 1960, seguido de la Medalla de Honor de la Asociación de Fabricantes Farmacéuticos de Canadá en 1964 «por su evaluación clínica de los antibióticos [y] servicio como educador médico líder», siendo una de las 18 personas que recibieron este premio. Apareció en la portada de Modern Medicine en noviembre de 1963. Farquharson recibió títulos honoríficos de varias universidades canadienses:  la Universidad de Columbia Británica en 1949, la Universidad de Saskatchewan en 1957, la Universidad Laval en 1959, la Queen's University en 1960, la Universidad de Alberta en 1960, la Universidad de Toronto en 1962, y la Universidad de Montreal en 1965. Además, la Asociación Médica de Ontario lo nombró miembro honorario. También fue nombrado Caballero de la Orden Militar y Hospitalaria de San Lázaro de Jerusalén y miembro honorario de la Real Sociedad de Medicina de Londres.

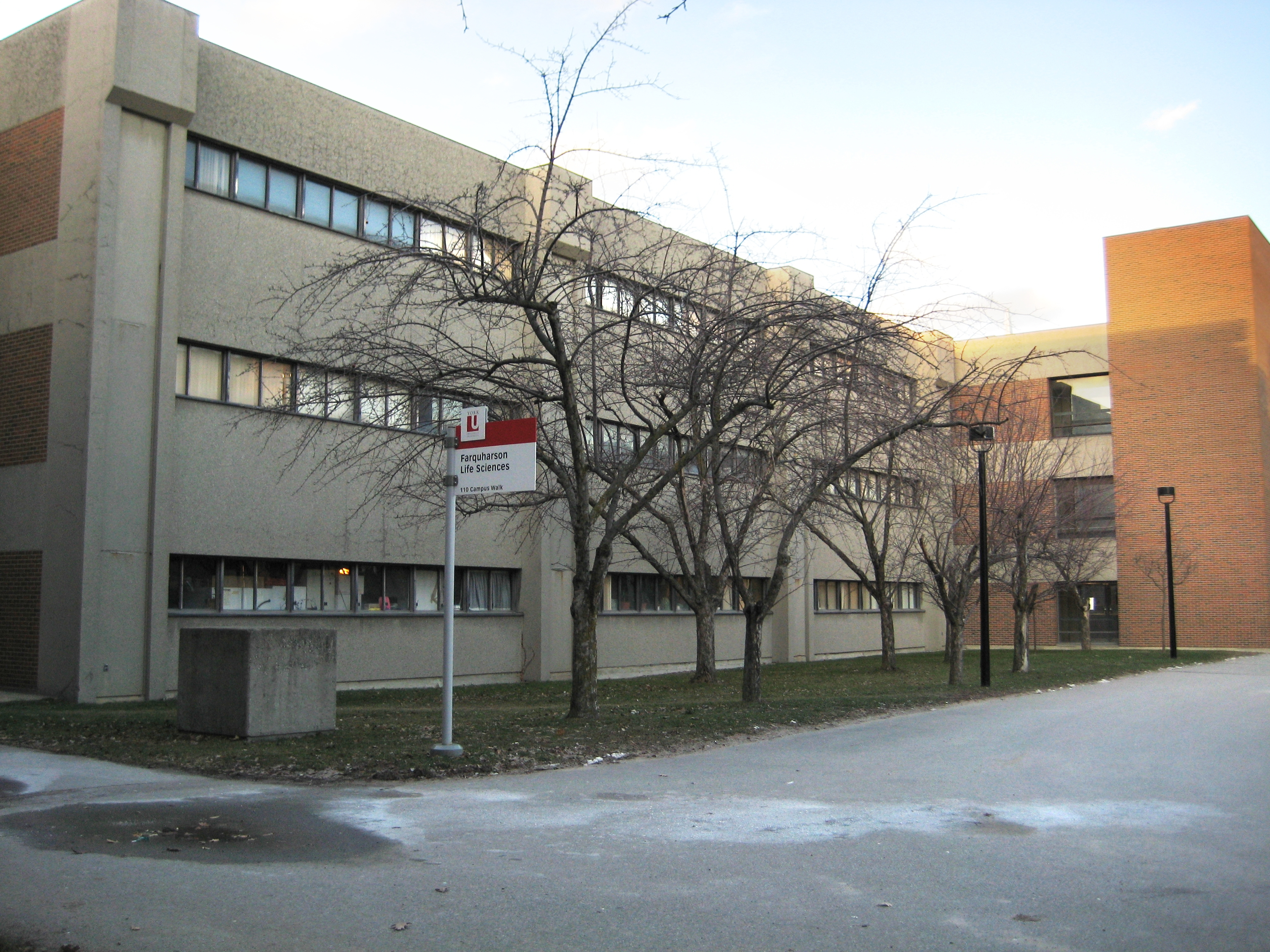
Edificio Farquharson, Universidad de York, Toronto

Farquharson murió el 1 de junio de 1965 en el Hospital Cívico de Ottawa a la edad de 68 años después de sufrir un ataque cardíaco. Había estado en Ottawa para asistir a una reunión del Medical Research Council. La Universidad de Toronto celebró un servicio conmemorativo en conmemoración de sus contribuciones a la escuela y a la comunidad médica.
El primer edificio de ciencias en la Universidad de York fue nombrado «Farquharson Life Sciences Building» en su honor. Se planeó una biografía de Farquharson, pero nunca se completó. La conferencia conmemorativa de Ray F. Farquharson se estableció en su memoria; John Eager Howard, de la  Universidad Johns Hopkins, dictó la primera de estas conferencias en 1968 sobre el tema del metabolismo del calcio. Fue incluido póstumamente en el Salón de la Fama de la Medicina de Canadá en 1998 junto a figuras tan notables como Tommy Douglas, Norman Bethune y Roberta Bondar.
El profesor William Goldberg de la Universidad McMaster atribuyó a Farquharson el «ataque al racismo como parte de [su] enseñanza clínica» porque sugirió que la raza del paciente solo debe mencionarse si es relevante para su diagnóstico; también se le atribuye la lucha contra el antisemitismo. Es considerado uno de los «Padres de la Medicina Canadiense» tanto en investigación médica como en educación. Según un memorial, «ningún canadiense, desde Sir William Osler, ha dejado una huella tan grande en la práctica de la medicina».